# Khurma
Khurma fue un emirato de la región entre La Meca y Riad, gobernado por un jerife (noble de la familia de Mahoma), vasallo de los otomanos, que fue incorporado a Nejd hacia 1920.
El jerife Khalib Ibn Luaz of Khurma gobernaba en 1917 como vasallo de los otomanos, pero en este año se alió a los Wahabitas, de los que se convirtió en vasallo hacia 1920. Sus tropas tomaron parte en la guerra contra Hiyaz de 1924, tomando el desfiladero situado entre Khurma y Taif (ya en Hiyaz) que aseguró la conquista de esta última ciudad, y abrió el camino a la conquista de Hiyaz.
- Datos: Q11100508